# Ipomoea pittieri
Ipomoea pittieri är en vindeväxtart som beskrevs av O'donell. Ipomoea pittieri ingår i släktet praktvindor, och familjen vindeväxter. Inga underarter finns listade i Catalogue of Life.